# Luigi Minichini

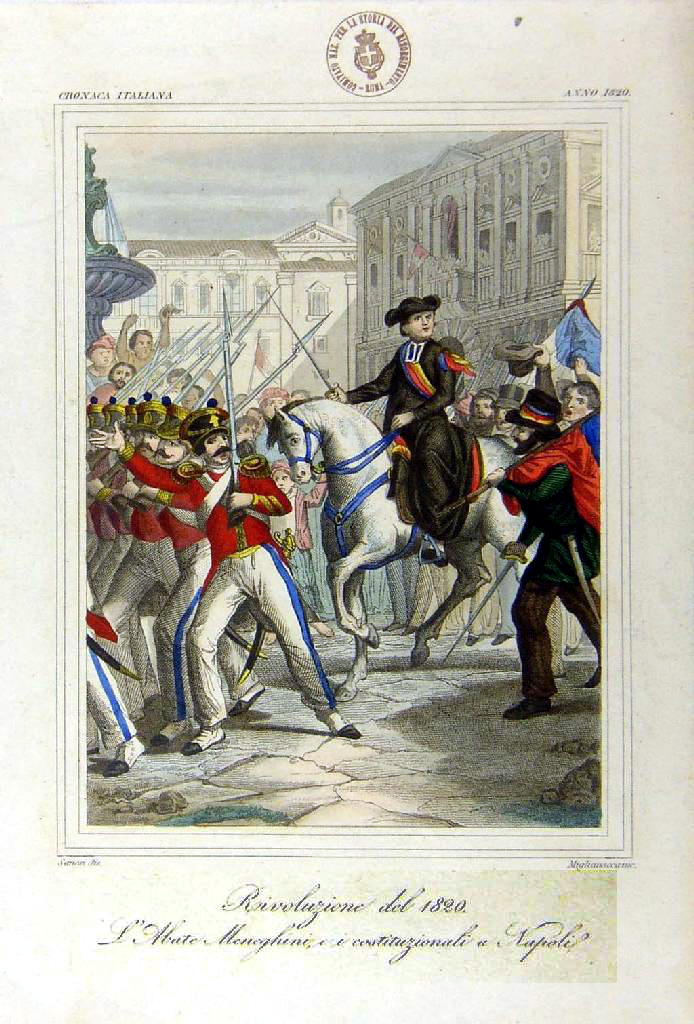
1820 Napoli: ingresso festoso dell'abate Minichini a Napoli assieme agli altri costituzionali in una stampa popolare dell'epoca

Luigi Minichini (Nola, 18 marzo 1783 – Filadelfia, 20 gennaio 1861) è stato un patriota e presbitero italiano, uno degli organizzatori del moto carbonaro del luglio 1820 a Nola.

## Biografia
Entrò nel seminario diocesano di Nola nel 1798 e poi nell'Ordine dei Frati Minori Conventuali. Nel 1818 fu costretto ad abbandonare il convento di San Giovanni in Galdo perché accusato di aver avvelenato il frate laico Carmine Carrella da Saviano.
Entrato nella Carboneria, assieme ai sottotenenti Morelli e Silvati fu uno degli capi della rivolta del 2 luglio 1820 a Nola. Entrò tuttavia presto in disaccordo con i militari in quanto, nelle prime fasi della rivolta, riteneva più opportuno cercare l'appoggio dei contadini anziché quello dell'esercito e della borghesia. Nonostante l'insuccesso delle sue iniziative, nell'ottobre 1820 fu inviato in missione in Sicilia dove tuttavia ebbe nuovi dissensi con le autorità locali. Successivamente tentò anche di stringere accordi con i carbonari del regno di Sardegna e della Lombardia, ma sempre senza successo.
Dopo la revoca della costituzione da parte di Ferdinando I delle Due Sicilie e l'entrata degli austriaci a Napoli (1821), Minichini andò in esilio dapprima in Spagna e poi in Inghilterra, dove divenne protestante. Scrisse anche un resoconto dei moti costituzionali che vendette manoscritta al governo delle Due Sicilie. Nel 1825 si stabilì negli Stati Uniti d'America.